# Mīr Kandī
Mīr Kandī (persiska: مير كندی) är en ort i Iran.   Den ligger i provinsen Ardabil, i den nordvästra delen av landet, 400 km nordväst om huvudstaden Teheran. Mīr Kandī ligger 1 244 meter över havet och antalet invånare är 838.
Terrängen runt Mīr Kandī är kuperad.Runt Mīr Kandī är det ganska tätbefolkat, med 56 invånare per kvadratkilometer. Närmaste större samhälle är Meshgīn Shahr, 8,1 km öster om Mīr Kandī. Trakten runt Mīr Kandī består i huvudsak av gräsmarker.